# Саскія ван Ейленбюрх
Саскія ван Ейленбюрх (Ейленбург; нід. Saskia van Uylenburgh, МФА: [ˈsɑskijaː vɑn ˈœylə(n)ˌbʏrx]; 2 серпня 1612, Леуварден — 14 червня 1642, Амстердам) — нідерландська натурниця. Модель значної кількості робіт нідерландського художника Рембрандта ван Рейна, зокрема, картин і малюнків.

## Біографія

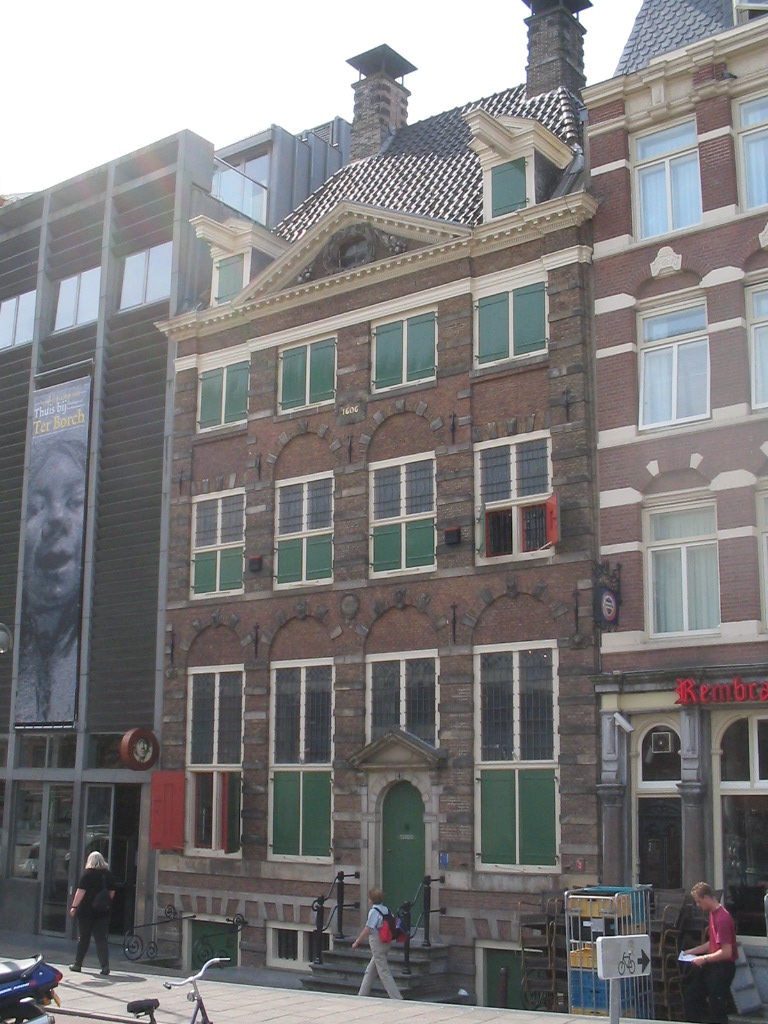
Будинок-музей Рембрандта, Амстердам

Народилася в місті Леуварден у Фрисландії молодшою з восьми дітей в родині Ромбертуса ван Ейленбурга, місцевого бургомістра, адвоката і вченого. Коли дівчинці було дванадцять, померла її мати, а за п'ять років батько, і за Саскією доглядали її сестри і брати.
Припускають, що Саскія ван Ейленбург познайомилася з Рембрандтом у будинку свого дядька, Хендріка ван Ейленбурга, художника і арт-дилера, який емігрував з Фрисландії до Кракова, але у 1625 році переїхав до Нідерландів. У 1633 році Саксія і Рембрандт заручилися, а наступного року повінчалися в амстердамській церкві Аудекерк.
У 1639 році переїхала з чоловіком у новий будинок на вулиці Сінт-Антонісбрестрат, придбаний ним за 13 000 гульденів (нині там розташований Будинок-музей Рембрандта). Народила трьох дітей (син Ромбертус і дві лоньки Корнелії), але вони померли незабаром після народження. 22 вересня 1641 році хрещено сина Тітуса. У наступному, 1962, році Саскія ван Ейленбург померла 29-річною (ймовірно, від туберкульозу). Була похована в церкві Аудекерк.

## Галерея

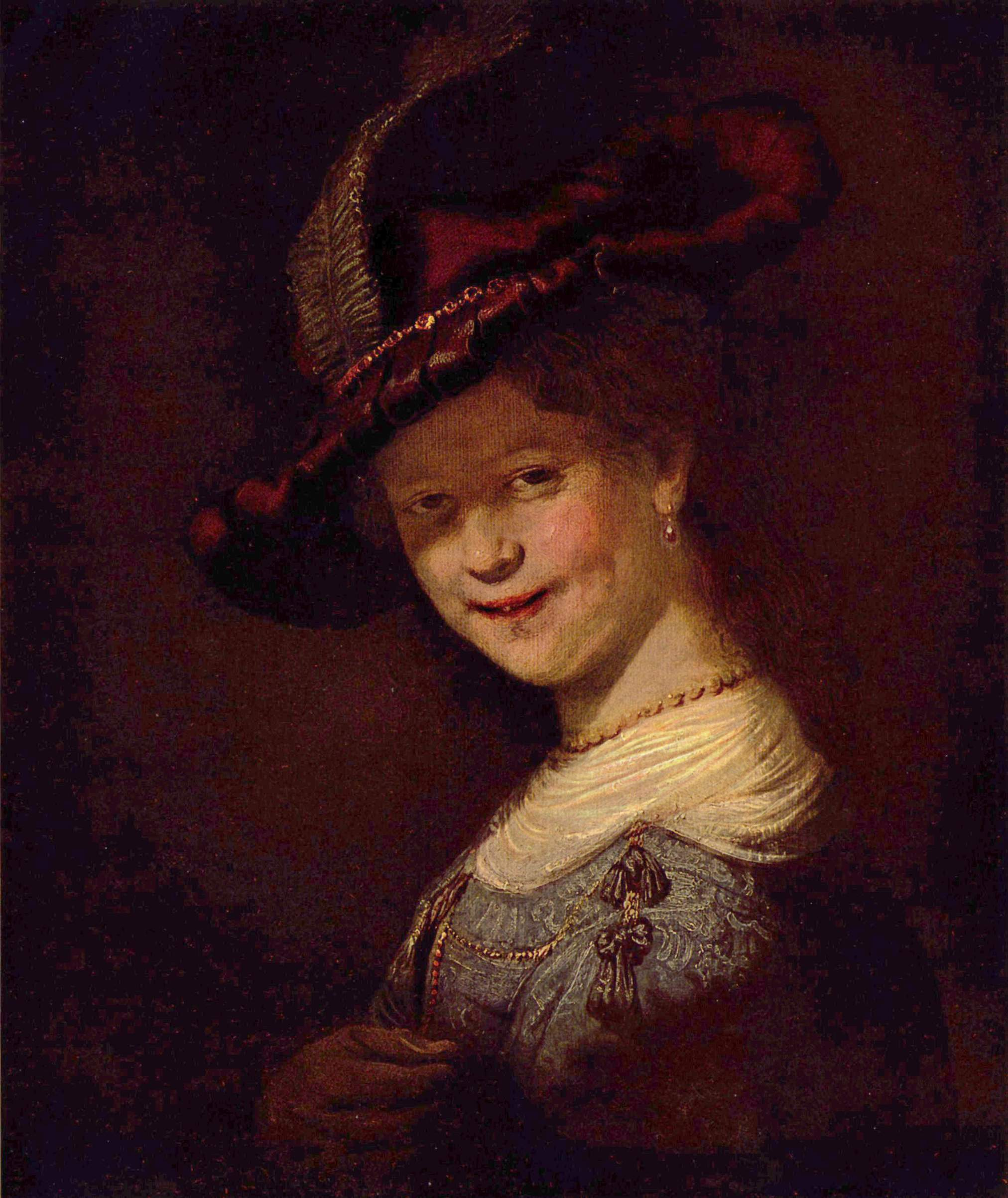
«Саскія, що сміється» (1633)
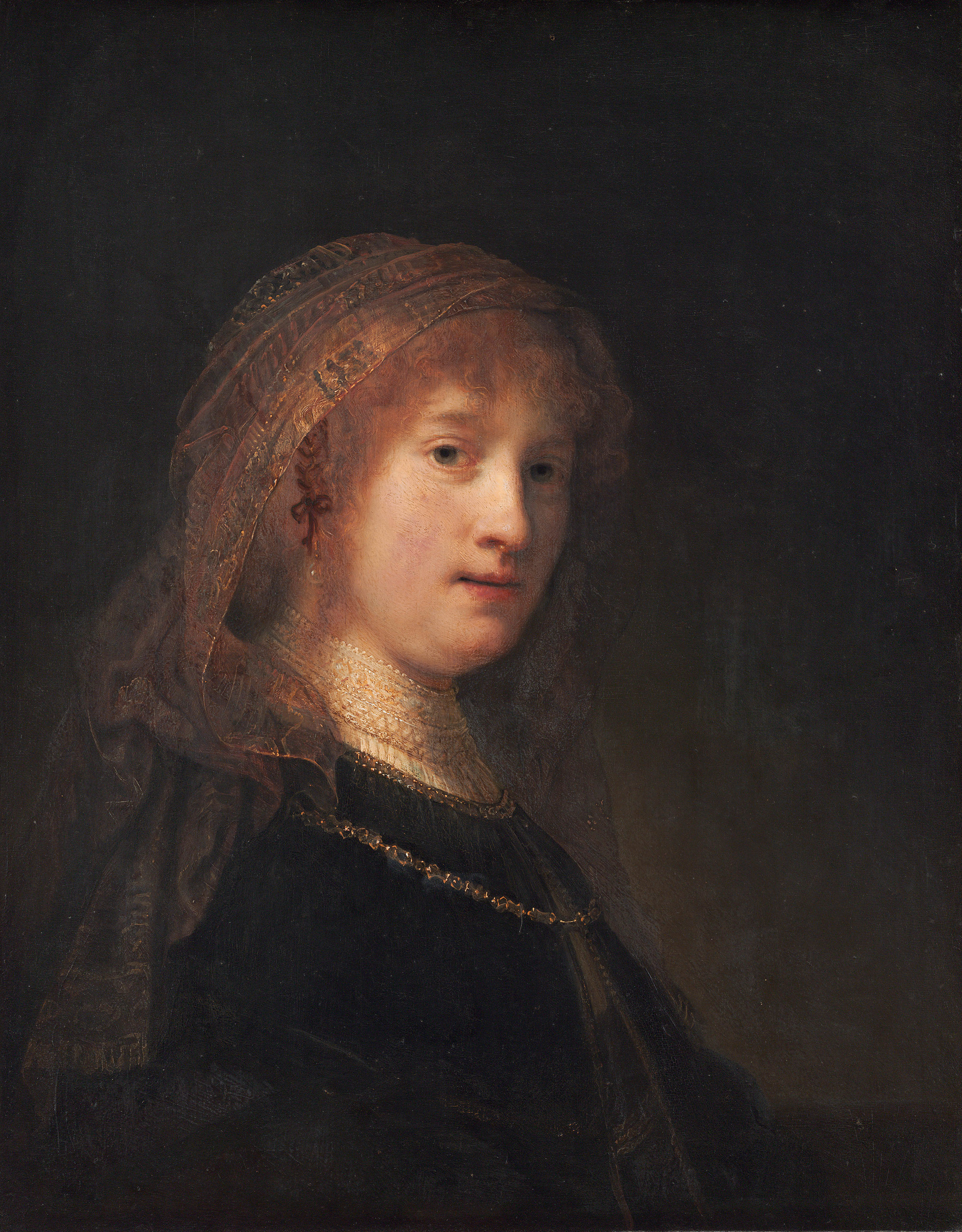
«Бюст молодої жінки» (1634)
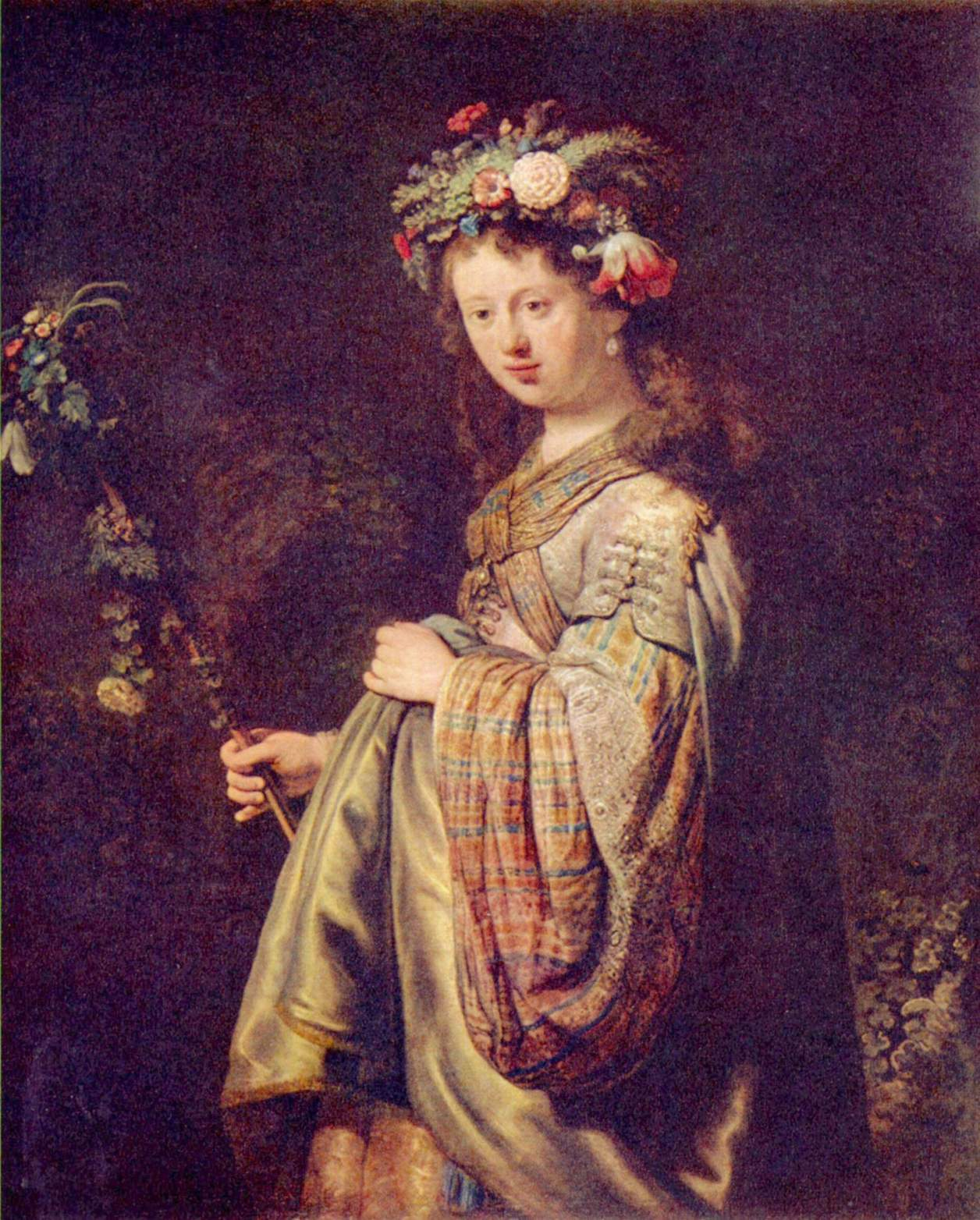
«Саскія в образі Флори» (1634)
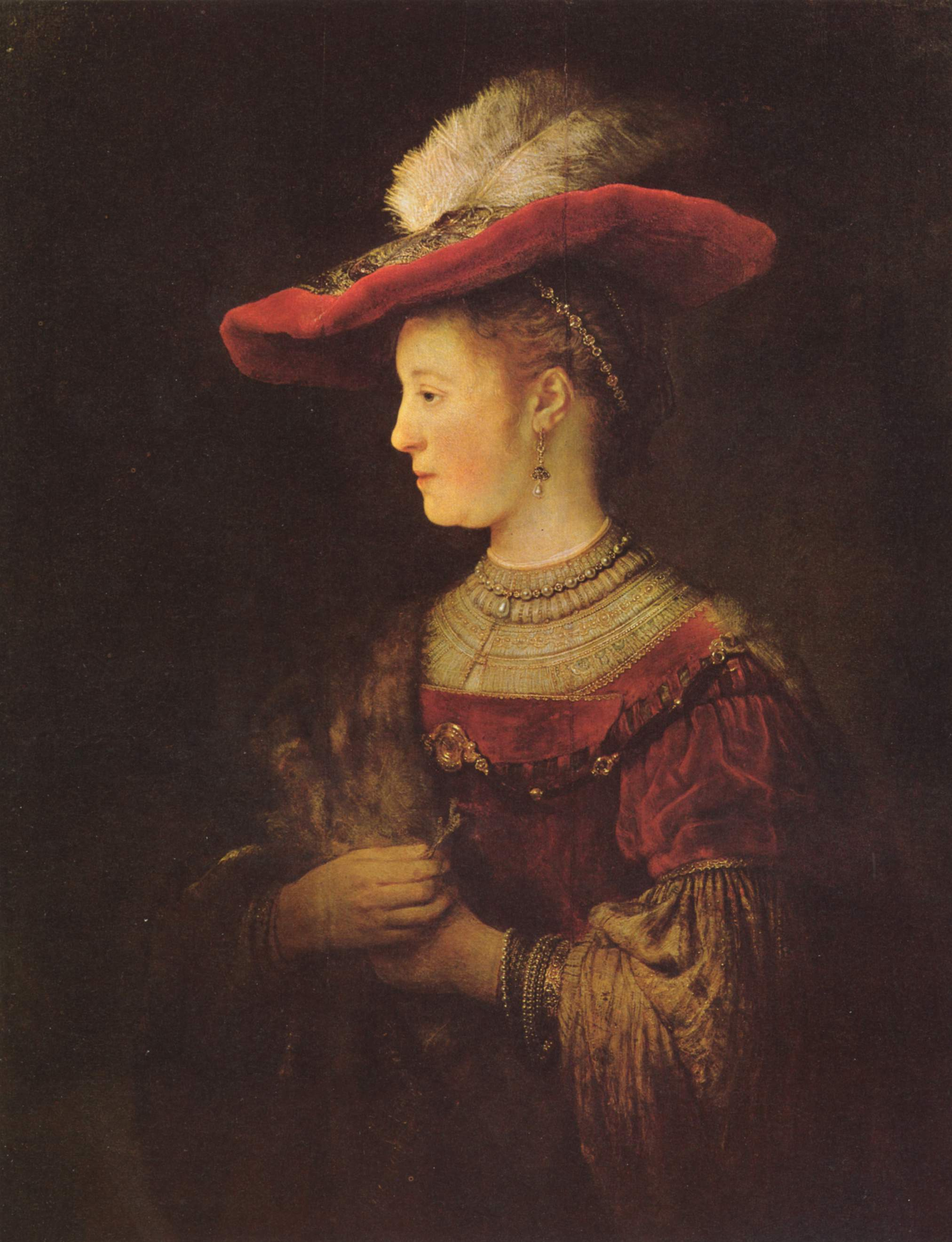
«Саскія в червоному капелюшку» (1633/1634)
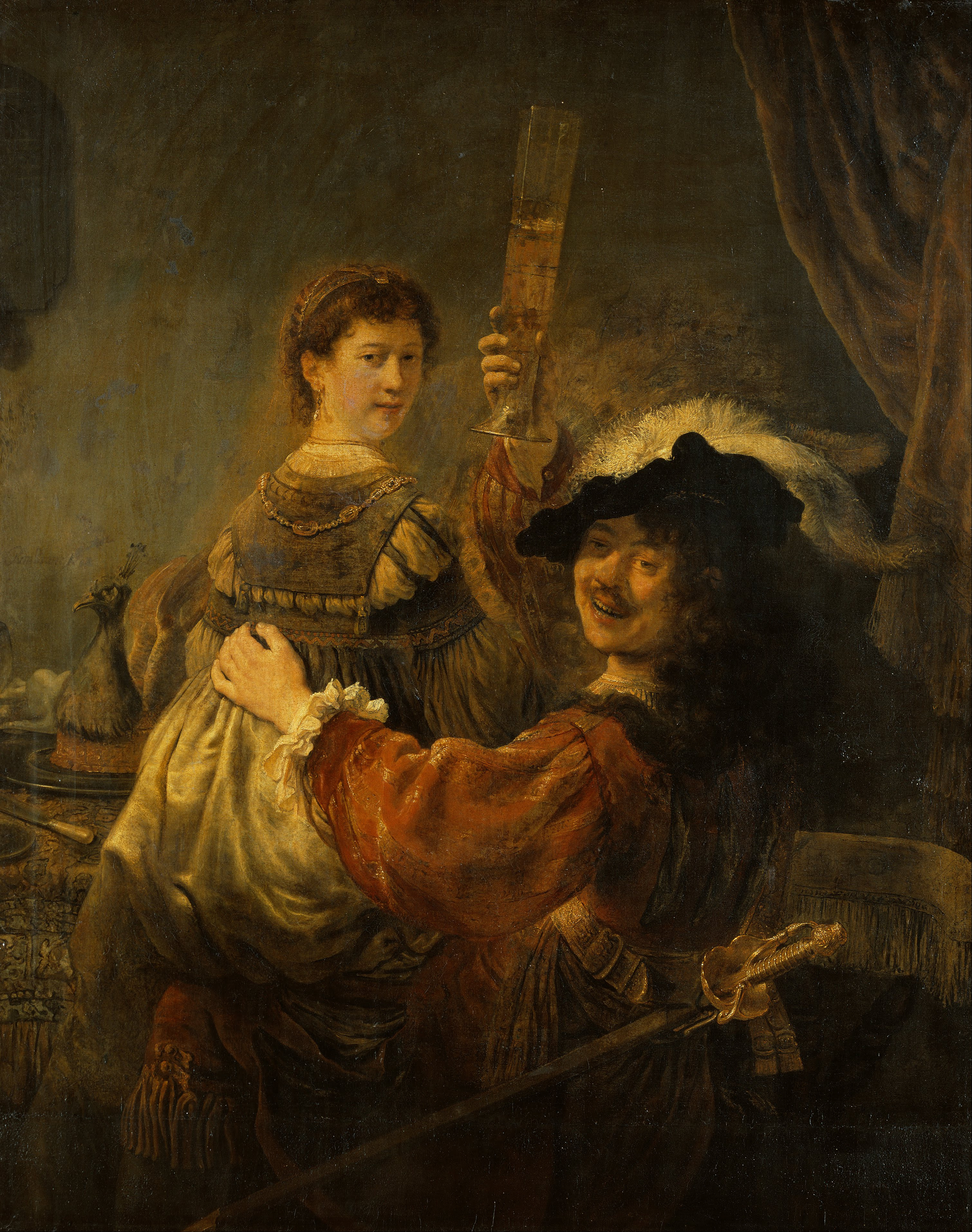
«Блудний син в таверні» (1635)
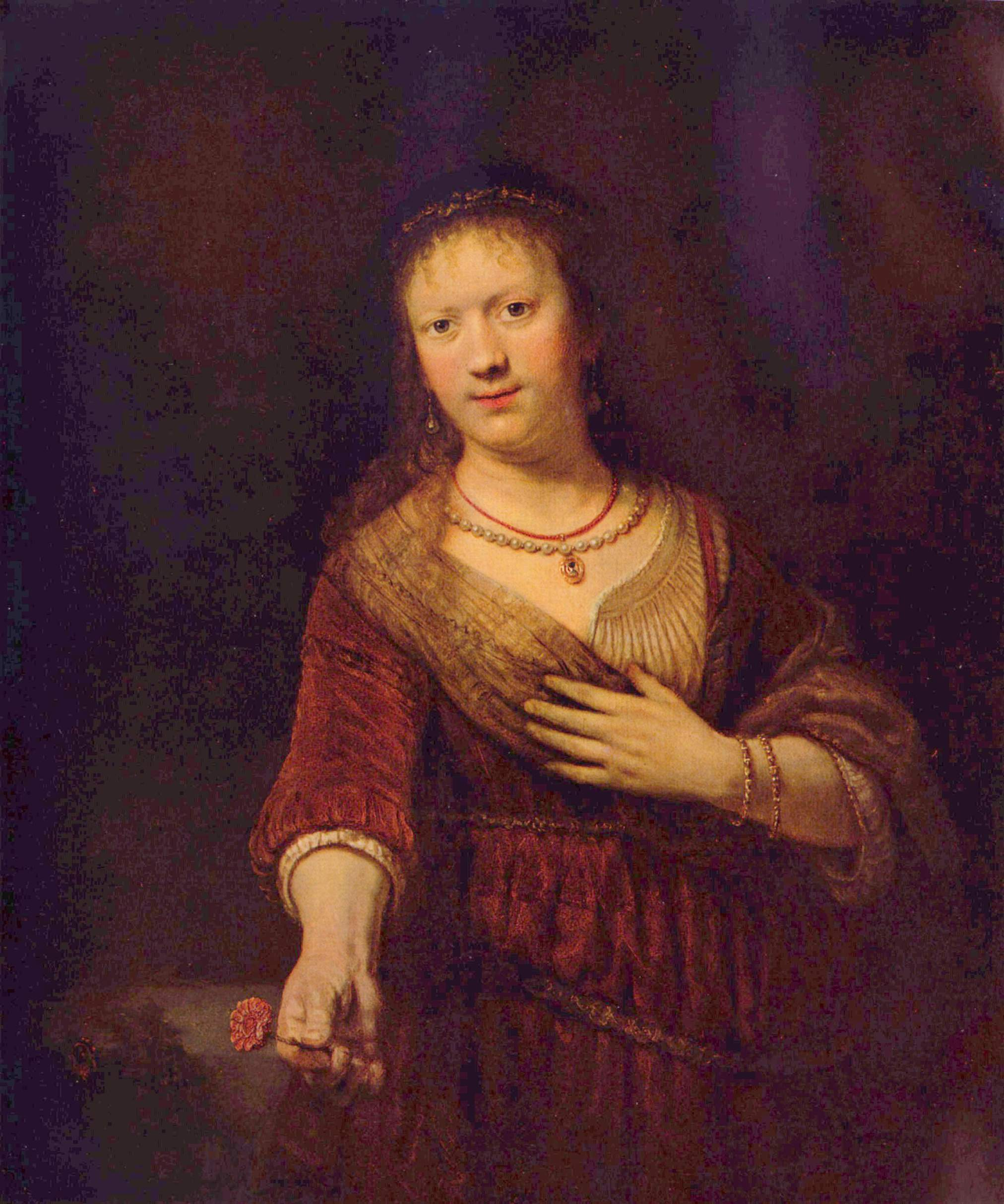
«Флора» (1641)

На честь Саскії ван Ейленбург названо астероїд (461) Саскія, відкритий у 1900 році.